# Meksyk na Letnich Igrzyskach Olimpijskich 1960
Meksyk na Letnich Igrzyskach Olimpijskich 1960 reprezentowało 69 zawodników, 63 mężczyzn i 6 kobiet. Reprezentanci Meksyku zdobyli 1 brązowy medal na tych igrzyskach.

## Zdobyte medale
| Medal | Zawodnik     | Dyscyplina sportowa | Konkurencja    |
| ----- | ------------ | ------------------- | -------------- |
| Brąz  | Juan Botella | Skoki do wody       | trampolina 3 m |